# Злети і падіння (фільм, 1914)
«Злети і падіння» (англ. The Ups and Downs) — американська короткометражна кінокомедія 1914 року.

## У ролях
- Воллес Бірі
- Чарльз Дж. Стайн